# خليفة الفاخري
خليفة الفاخري (1942-6 يونيو 2001م) أديب وكاتب ليبي. ولد بمدينة بنغازي.
نشرت أعماله في عدة مجلات ليبية مثل الحقيقة والأسبوع الثقافي والثقافة العربية وأخبار بنغازي ومجلة الفصول الأربعة.

## مجالات تأليفه
المقالة الأدبية والقصة القصيرة

## إصداراته
1. موسم الحكايات بنغازي - دار الحقيقة 1974م
2. بيع الريح للمراكب طرابلس - الدار الجماهيرية 1994م
3. غربة النهر طرابلس – الدار الجماهيرية 1994مم.[2]